# إريك نيلسون
إريك نيلسون (بالسويدية: Erik Nilsson)‏ (1916-1995) هو لاعب كرة قدم سويدي.
بدأ حياته الكروية في نادي مدينته ليمهانم، ثم انتقل لنادي مالمو الذي ظل مخلصاً له طوال مسيرته الرياضية.
لعب مع منتخب بلاده السويد في كأس العالم 1938 (حيث حصل المنتخب على المركز الرابع)، وكأس العالم 1950 (حيث حصل المنتخب على المركز الثالث)، وهو واللاعب السويسري ألفريد بيكل [الإنجليزية] الوحيدان اللذان لعبا في الدورة التي سبقت الحرب العالمية الثانية، والدورة التي تلتها.
مع أنه لم يسجل أي هدف مع منتخب بلاده، لكن المنتخب حقق معه ذهبية أولمبياد لندن 1948، وبرونزية أولمبياد هليسنكي 1952.

## مصدر
ويكيبيديا الإنجليزية

## وصلات خارجية
- إريك نيلسون على موقع الاتحاد الدولي (مؤرشف)  (الإنجليزية)
- إريك نيلسون على موقع اتحاد السويد (السويدية)
- إريك نيلسون على موقع قاعدة بيانات كرة القدم.إي يو (الإنجليزية)
- إريك نيلسون على موقع ناشيونال فوتبول تيمز (الإنجليزية)
- إريك نيلسون على موقع Soccerway.com (الإنجليزية)
- إريك نيلسون على موقع اللجنة الأولمبية الدولية (الإنجليزية)
- إريك نيلسون على موقع أوليمبيديا (الإنجليزية)
- إريك نيلسون على موقع اللجنة الأولمبية السويدية (السويدية)